# غوچ
غوچ (به لاتین: Ghowch) یک منطقهٔ مسکونی در افغانستان است که در ولایت بامیان واقع شده‌است.